# Ellen S. Berscheid
Ellen S. Berscheid (Colfax, 11 de outubro de 1936 – 22 de maio de 2025) foi uma psicóloga social americana que foi professora regente na Universidade de Minnesota, onde obteve seu doutorado em 1965. Berscheid conduziu pesquisas sobre relacionamentos interpessoais, emoções e humores, e cognição social. Berscheid escreveu livros, artigos e outras publicações para contribuir com o campo da Psicologia Social. Ela esteve envolvida na controvérsia em torno do financiamento para sua pesquisa sobre por que as pessoas se apaixonam. Além de seu cargo na Universidade de Minnesota como professora de Psicologia e Negócios; ela também ocupou um cargo na Pillsbury. Ela recebeu prêmios por suas contribuições à psicologia social, incluindo The Presidential Citation e o Distinguished Scientific Contribution Award da American Psychological Association.

## Carreira
Berscheid iniciou sua carreira acadêmica com especialização em Educação no Beloit College em Wisconsin, antes de se transferir para a Universidade de Nevada, Reno. Lá ela recebeu uma bolsa de pesquisa de seu professor, Paul Secord. Berscheid escolheu psicologia como sua segunda especialização e se formou com louvor. Após a formatura, Berscheid solicitou e recebeu PHS Predoctoral Research Fellowship, na Universidade de Minnesota, para trabalhar com Harold Kelley. No entanto, Berscheid decidiu recusar a oferta e tornou-se administrador de pesquisa da Pillsbury. Berscheid mais tarde se candidatou a um cargo de assistente de pesquisa na Universidade de Minnesota, trabalhando com Elliot Aronson. Sob a direção de Elliot Aronson, obteve seu doutorado em psicologia social.
Berscheid aceitou um emprego como professora de métodos de pesquisa no departamento de negócios da Universidade de Minnesota. Através do departamento comercial, Berscheid conheceu Elaine (Walster) Hatfield. Hatfield convenceu Berscheid a se juntar a ela na pesquisa de equidade e atração. À época, as mulheres que conduziam investigação eram raras e seu trabalho poderia ter sido interrompido se muitas pessoas tivessem tomado conhecimento, por isso Hatfield e Berscheid conduziram a sua investigação discretamente através de uma subvenção federal. O principal interesse de pesquisa de Berscheid foram as relações interpessoais. Ellen Berscheid analisou por que as pessoas se apaixonam, o significado do amor e a atração em relacionamentos íntimos.
Em 1983, Berscheid introduziu o Modelo de Emoção nos Relacionamentos (ERM), uma teoria projetada para prever as experiências do indivíduo em relação às emoções.

## Controvérsia
Em 1974, Berscheid foi o centro de uma polêmica a respeito do financiamento federal para pesquisas. O senador William Proxmire, de Wisconsin, usou-a como exemplo quando concedeu à National Science Foundation seu primeiro prêmio Golden Fleece, concedido mensalmente entre 1975 e 1988, a fim de chamar a atenção da mídia para projetos que Proximire considerava egoístas e um desperdício do dólar do contribuinte. Berscheid recebeu US$ 84 mil da fundação para pesquisar por que as pessoas se apaixonam. O escândalo “colocou em causa a utilização de fundos públicos na investigação científica”.
Alguns anos depois, Hatfield deixou o departamento comercial e Berscheid assumiu o cargo de Hatfield no Departamento de Atividades Estudantis. Devido ao corpo docente exclusivamente masculino, Berscheid esperava uma aposentadoria precoce, mas depois foi oferecido um cargo de professora no departamento de psicologia. Berscheid permanece na Faculdade de Psicologia da Universidade de Minnesota.

## Legado
Ellen Berscheid recebeu prêmios por suas contribuições à psicologia social, incluindo o Prêmio de Menção Presidencial e Contribuição Científica Distinta apresentado pela American Psychological Association, o Prêmio de Cientista Distinto da Sociedade de Psicologia Social Experimental e o Prêmio de Carreira Distinta da Sociedade Internacional para o Estudo. de Relacionamentos Pessoais. Berscheid também ocupou a presidência da Sociedade Internacional para o Estudo das Relações Interpessoais (1991–1992) e da Sociedade de Personalidade e Psicologia Social (1983–1985).
Berscheid morreu em 22 de maio de 2025, aos 88 anos.